# Варшавер Шарлотта Мусіївна
Шарло́тта Мусі́ївна Варша́вер (1904 — 1999, Київ) — українська театральна режисерка. Перша дружина Олександра Корнійчука. Тітка письменника Юрія Варшавера.

## Загальні відомості
Походила з заможної родини єврейського походження. Її дід Матвій Миколайович Косой був відомим вінницьким адвокатом. З дитинства вільно володіла французькою мовою.
Після закінчення педагогічних курсів 1926 року вступила в Київський інститут народної освіти. Про часи навчання в ІНО згадується у спогадах її однокурсниці Докії Гуменної: «Лота Варшавер, завжди в штудерно вимайстрованому тюрбані», «дуже гарна, з такими маслиновими очима й расовою витонченістю нащадка поколінь, незвичних до фізичної праці».
1927 року вийшла заміж за письменника Олександра Корнійчука. «Великою мірою завдяки впливу Шарлотти Варшавер, визнаної красуні і витонченої аристократки, Шурка Корнійчук перетворився на „комсомольського графа“, як поза очі почали називати автора „Загибелі ескадри“».
Працювала репортером газети «Київська правда», в журналі «Радянська культура», а згодом в Київському театрі робітничої молоді (ТРОМ) — журнал рекомендував свою співробітницю в художню раду цього театру.
В роки війни була в евакуації.
У повоєнні роки після розлучення з Корнійчуком працювала театральним режисером в Києві.
1949—1951 — режисер Київського академічного драматичного театру імені Івана Франка.
1952—1957 — головний режисер Київського театру транспорту.
Від 1957 року — понад 10 років працювала на радіо і телебаченні. Була режисером-постановником радіоспектаклів, керувала театром при телебаченні, який створила разом з акторами Решетниковим, Гашинським, Кусенко, Доценко.
Попри болюче розлучення з О. Корнійчуком ніколи не поливала брудом свого колишнього чоловіка.
Пішла з життя 1999 року в Києві.

## Постановки
театр ім. І. Франка
- «Дванадцята ніч» В. Шекспіра (березень 1949)
- «Молодість» Л. Г. Зоріна (березень 1950)[3]

українське радіо
- «Безіменна зірка» Михаїла Себастіана (1957)[4]